# Aenictus fergusoni
Aenictus fergusoni är en myrart som beskrevs av Auguste-Henri Forel 1901. Aenictus fergusoni ingår i släktet Aenictus och familjen myror. Inga underarter finns listade i Catalogue of Life.